# Narcís (mitologia)
Segons la mitologia grega, Narcís (en grec Νάρκισσος) va ser un fill de Cefís i de Liríope. Hi ha diverses versions del mite, la més coneguda és la d'Ovidi, que explica les relacions d'Eco i Narcís.

## El mite
Sobre el seu mite perduren diverses versions, entre les quals es compta la d'Ovidi, a Les Metamorfosis, que va ser el primer a combinar les històries d'Eco i Narcís, i relacionar-les amb l'anterior història del vident-cec Tirèsias. Quan va néixer, els seus pares van consultar l'endeví Tirèsias, que els va dir que el seu fill "viuria fins a la vellesa si no es mirava". Narcís era un jove de gran bellesa i tant donzelles com nois s'enamoraven d'ell, però ell rebutjava les seves insinuacions i era insensible als requeriments amorosos de les nimfes. La nimfa Eco s'encarregava de vigilar a distància la deessa Hera, esposa de Zeus, perquè aquest no fos descobert quan cantava i jugava amb les nimfes. Entretinguda amb la conversa d'Eco, Hera no detectava la infidelitat del seu marit. Quan Hera se'n va assabentar, va transformar la nimfa en un eco de manera que no tenia control sobre les seves paraules, ni podia parlar abans que un altre ho hagués fet, ni estar callada quan algú havia parlat. Retirada al camp, la nimfa Eco, es va enamorar perdudament de Narcís, però incapaç de parlar a Narcís del seu amor no va tenir millor resposta que els altres. Un dia, quan ell estava caminant pel bosc, va acabar apartant-se dels seus companys. Quan ell va preguntar <Hi ha algú aquí?>, Eco va respondre: <Aquí, aquí>. Incapaç de veure-la, amagada entre els arbres, Narcís li va cridar: <Vine!>. Després de respondre, <Vine, vine>, Eco va sortir d'entre els arbres amb els braços oberts. Narcís cruelment es va negar a acceptar el seu amor. Eco, desesperada, va portar una vida solitària, es va ocultar en una cova i allí es va consumir, i va aprimar-se tant que només en va quedar d'ella una veu planyívola. Les noies menyspreades per Narcís van demanar venjança al cel per a castigar-lo. Nèmesi, la deessa de la venjança, les va escoltar i va fer que s'enamorés del seu rostre, tan bell, reflectit a les aigües d'una font. En una contemplació absorta, incapaç de deixar de mirar la seva pròpia imatge, va acabar llençant-se dins les aigües. Al lloc on el seu cos havia caigut, va créixer una bella flor (narcissus poeticus), que va fer honor al nom i la memòria de Narcís.

## El mite (versió hel·lènica)
Es tracta d'una història moral en la qual Narcís és castigat pels déus per haver rebutjat els seus pretendents masculins. Es creu que és una història dirigida als adolescents grecs de l'època. Fins fa poc, l'única font d'aquesta versió era un fragment de Pausànias (9.31.7), 150 anys posterior a Ovidi. Una versió molt similar va ser descoberta en el "Papir de Oxyrhynchus" l'any 2004, una versió molt anterior a la d'Ovidi en uns cinquanta anys. En la història hel·lènica, el jove Ameinias estima Narcís, però és rebutjat per ell. Com una forma de burlar-se d'Ameinias, Narcís li lliura una espasa, que Ameinias utilitza per suïcidar-se davant les portes de la casa de Narcís, mentre resa a la deessa Nèmesis demanant-li que Narcís un dia conegui el dolor de l'amor no correspost. Aquesta maledicció es compleix quan Narcís s'enamora de la seva pròpia imatge reflectida en un estany i intenta seduir el bell jove sense adonar-se que es tracta d'ell mateix fins que intenta besar-lo. Entristit de dolor, Narcís se suïcida amb l'espasa i el seu cos es converteix en una flor. (Narcissus poeticus).

## Narcís a la cultura
El mite de Narcís ha estat àmpliament representat a les arts plàstiques. Caravaggio o Nicolas Poussin, entre d'altres, van usar el tema per a les seves obres. El narcisisme, trastorn inspirat en el relat mític, és un tret de diversos personatges d'obres de ficció, com ara Dorian Gray. Alguns llibres usen conscientment el nom de Narcís per indicar aquest orgull excessiu, com per exemple el Narcissus de Hermann Hesse.